# ロリンダ・シャープルズ
ロリンダ・シャープルズ（Rolinda Sharples、1793年 - 1838年2月10日）は、イギリスの画家である。多くの人物が描かれた風俗画や肖像画を描いた
。

## 略歴
サマセットのバースで生まれた。父親のジェームズ・シャープルズは肖像画家で、母親のエレン・シャープルズも夫から絵を習い画家になり夫の助手を務めた女性である。2人の異母兄と、両親の間に生まれた兄、ジェームズ・シャープルズ2世も画家になった。一家はロリンダが生まれたすぐ後に、肖像画の需要が高くなっていたアメリカで働くようになった。1800年ころから数年間一家はイギリスに戻るが、1809年に再びアメリカに渡り、各地を旅し、肖像画を描いた 。この間、ロリンダも母親から絵を学んだ。父親が1811年に亡くなった後、母親はロリンダと、ジェームズ・シャープルズ2世を連れてイギリスに戻り、ブリストルで暮らした。
ロリンダ・シャープルズはミニアチュールの肖像画や、多くの人物のいる集団肖像画や比較的近い時代の出来事を題材にした作品や舞踏会などを描いた作品を描いた。また母親をモデルに何度か肖像画を描いた。 1820年、1822年、1824年にロイヤル・アカデミー・オブ・アーツの展覧会に作品が展示された。
1827年に英国王立芸術家協会の名誉会員に選ばれた。代表的な作品には1831年のブリストル暴動の警備に不手際があったとされた警備隊長のトーマス・ブレレトン(Thomas Brereton)の軍事法廷の情景を描いた作品などもある。
ブリストルで母親で暮らし、1838年に44歳で乳癌で亡くなった。

## 作品

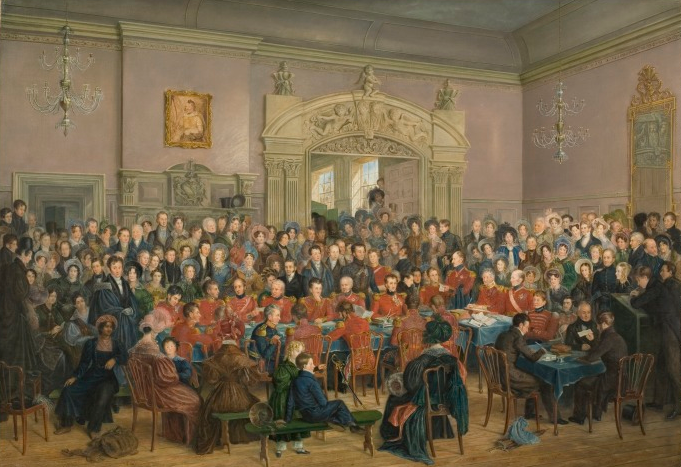
『ブレレトン裁判』(c.1832)
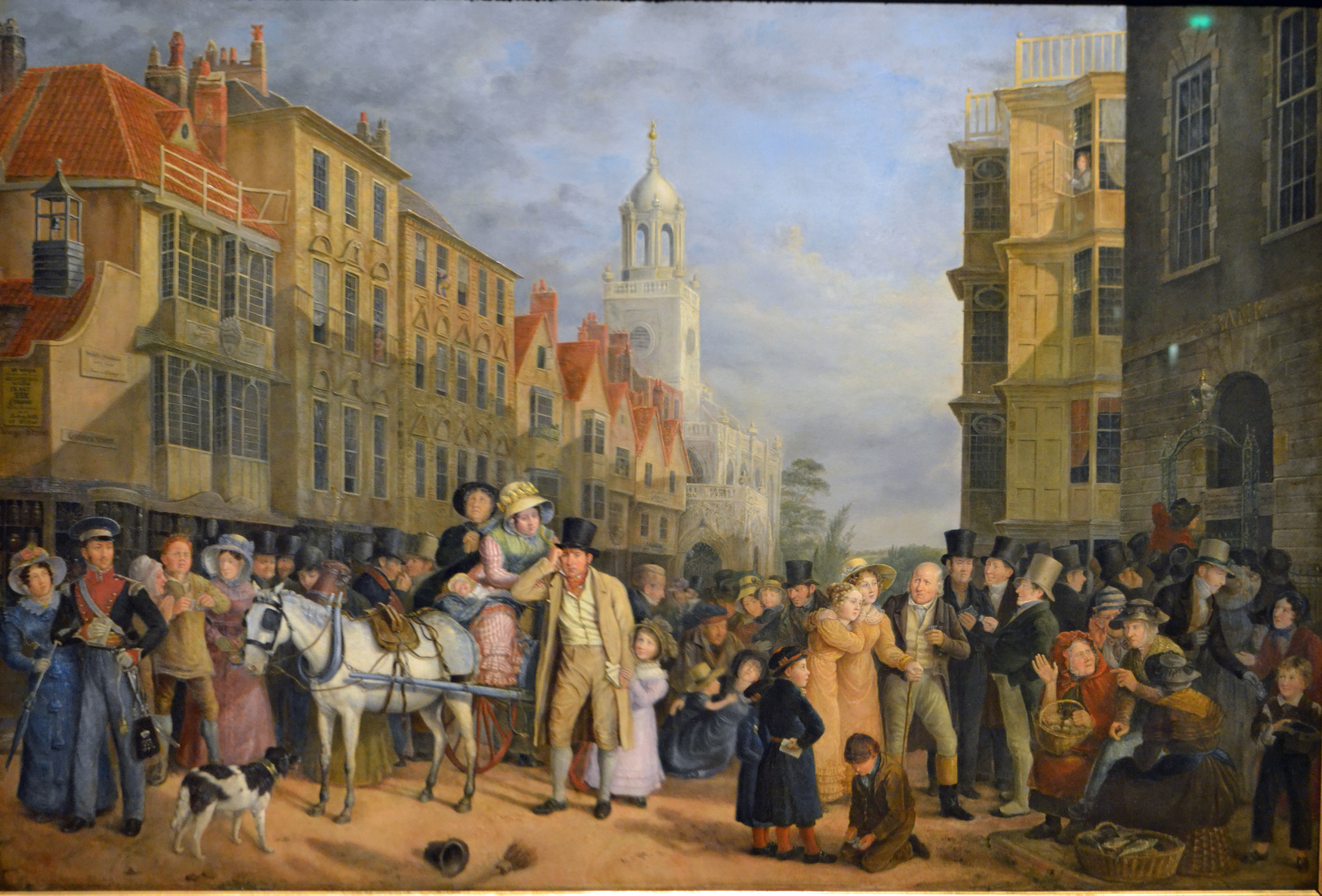
銀行の倒産(c.1826)
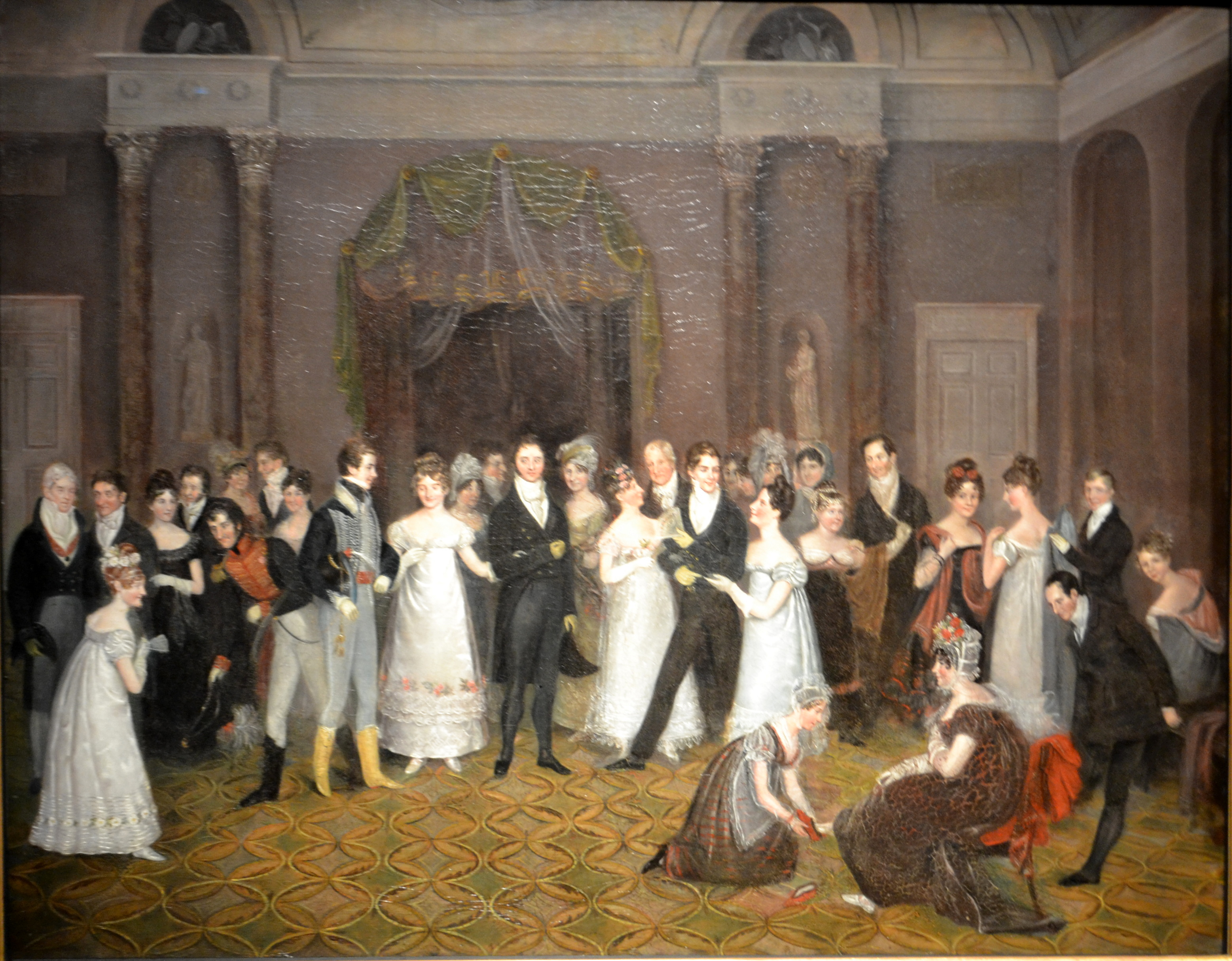
舞踏会場の控え室 (1618)